# Бучкув (Малопольське воєводство)
Бучкув (пол. Buczków) — село в Польщі, у гміні Жезава Бохенського повіту Малопольського воєводства.
Населення — 385 осіб (2011).
У 1975-1998 роках село належало до Тарновського воєводства.

## Демографія
Демографічна структура станом на 31 березня 2011 року:
|          | Загалом | Допрацездатний вік | Працездатний вік | Постпрацездатний вік |
| -------- | ------- | ------------------ | ---------------- | -------------------- |
| Чоловіки | 179     | 39                 | 120              | 20                   |
| Жінки    | 206     | 50                 | 112              | 44                   |
| Разом    | 385     | 89                 | 232              | 64                   |